# David Hemmings
David Leslie Edward Hemmings (18 de noviembre de 1941 – 3 de diciembre de 2003) fue un actor y director cinematográfico inglés. Su papel más famoso fue el de fotógrafo en la película Blow-Up (1966), de Michelangelo Antonioni.

## Carrera

### Primeras interpretaciones
Nacido en Guildford, Inglaterra, estudió en la Alleyn's School, y empezó su carrera cantando como soprano infantil en varias obras de Benjamin Britten, que tuvo una buena amistad con él en esa época. Incluso llegó a componer el personaje de Miles en su ópera Otra vuelta de tuerca pensando en Hemmings. Acerca de esta amistad, Hemmings mantuvo a lo largo de su vida que la conducta de Britten fue siempre irreprochable.

### Trabajo cinematográfico y televisivo
Posteriormente Hemmings inició una carrera como actor y director cinematográfico. Su debut como actor en el cine llegó con The Rainbow Jacket (1954), pero fue a mediados de la década de 1960 cuando se hizo bien conocido. Michelangelo Antonioni, que detestaba el modo de actuar de los actores del «Método», buscaba una nueva cara, joven y fresca, para protagonizar su siguiente producción, Blow-Up. Entonces conoció a Hemmings, quien en ese momento estaba actuando en un pequeño teatro londinense. Tras Blow-Up, Hemmings participó en filmes británicos de relevancia, entre los cuales figuran Camelot (1967), La última carga (The Charge of the Light Brigade, 1968) y Alfred the Great (1969) (en el cual hacía su primer papel protagonista). También actuó en dos películas de culto: Barbarella (1968) y el thriller italiano de 1975 Profondo Rosso, dirigido por Dario Argento.
Hacia 1967 Hemmings fue uno de los actores considerados para interpretar el papel de Alex en la versión filmada de la obra de Anthony Burgess La naranja mecánica. Pero finalmente este personaje lo interpretó Malcolm McDowell. 
Su actividad como director fue irregular. En 1978 dirigió a David Bowie y a Marlene Dietrich en Gigolo (Schöner Gigolo, armer Gigolo), último filme de la legendaria diva, pero tuvo poco éxito. Posteriormente, en 1981, dirigió una versión filmada de la novela de James Herbert The Survivor, protagonizada por Robert Powell y Jenny Agutter. 
A lo largo de la década de 1980 también dirigió episodios de programas televisivos, como Magnum P.I. (serie en la que también actuó en varias ocasiones), The A-Team y Airwolf. También dirigió el concurso Money Hunt: The Mystery of the Missing Link. Así mismo fue durante un tiempo productor de la serie de la NBC Stingray.
Hemmings interpretó a un policía en la película de 1980 Beyond Reasonable Doubt. En 1992 dirigió Dark Horse, y como actor hizo un papel en la tercera temporada de Cuentos de la cripta. En sus últimos años participó en Gladiator (2000), en el papel de Cassius, junto a Russell Crowe, Last Orders y Spy Game, dirigida por Tony Scott (2001). En 2002 fue Mr. Shemerhorn en Gangs of New York de Martin Scorsese. Una de sus últimas actuaciones, poco antes de fallecer, fue un cameo en Equilibrium (2002).

### Música
En 1967 Hemmings grabó un sencillo de música pop (Back Street Mirror, escrito por Gene Clark) y un álbum, David Hemmings Happens, en Los Ángeles. En el disco había instrumentación a cargo de varios miembros del grupo The Byrds, y fue producido por el mentor de los Byrds, Jim Dickson. Más adelante Hemmings también hizo la narración de la adaptación de rock progresivo realizada por Rick Wakeman de la obra de Julio Verne Viaje al centro de la Tierra, y que se grabó en directo. En 1975 fue Bertie Wooster en el musical de Andrew Lloyd Webber Jeeves. Hemmings también dirigió la carrera del roquero canadiense Pat Travers durante la segunda mitad de la década de 1970.

### Fallecimiento
David Hemmings falleció el 3 de diciembre de 2003 a los 62 años de edad a causa de un infarto agudo de miocardio mientras se encontraba rodando en Rumanía el film Blessed. Sus funerales tuvieron lugar en la ciudad inglesa de Calne.

## Vida personal
Hemmings se casó en cuatro ocasiones. Una de sus esposas fue la actriz estadounidense Gayle Hunnicutt, con la que tuvo un hijo, Nolan Hemmings.

## Filmografía parcial
- The System (1964)
- Blow-Up (1966)
- Camelot (1967)
- La última carga (The Charge of the Light Brigade, 1968)
- Todo un día para morir (The Long Day's Dying), de Peter Collison (1968)
- Barbarella (1968)
- Alfredo el Grande (1969)
- The Best House in London (La mejor casa de Londres) (1969)
- The Walking Stick (1969)
- Fragment of Fear (1970)
- No es nada, mamá, sólo un juego (1974)
- Profondo Rosso (1975)
- La isla del adiós (Islands in the Stream), de Franklin J. Schaffner (1977)
- Asalto al poder (Power Play) (1978)
- The Squeeze
- Prince and the Pauper
- The Rainbow (1989)
- Gladiator (2000)
- Last Orders (2000)
- Mean Machine (2001)
- Equilibrium (2002)
- The League of Extraordinary Gentlemen (2003)

## Premios y distinciones
Festival Internacional de Cine de Berlín
| Año  | Categoría    | Película | Resultado |
| ---- | ------------ | -------- | --------- |
| 1973 | Oso de Plata | The 14   | Ganador   |